# Polymera niveipes
Polymera niveipes är en tvåvingeart som beskrevs av Alexander 1979. Polymera niveipes ingår i släktet Polymera och familjen småharkrankar.
Artens utbredningsområde är Ecuador. Inga underarter finns listade i Catalogue of Life.